# Rhinophthalmus nasutus
Rhinophthalmus nasutus là một loài bọ cánh cứng trong họ Cerambycidae.